# Dismenoreja
Dismenoreja je ginekološko medicinsko stanje bola tokom menstruacije koje ometa dnevne aktivnosti Dismenoreja se često definiše jednostavno kao menstrualni bol, ili eksesivni menstrualni bol.
Menstrualni bol se često koristi kao sinonim za menstrualne grčeve, mada se ovaj drugi termin može odnositi i na menstrualne kontrakcije materice, koje su generalno jače, duže i češće tokom ostataka menstrualnog ciklusa.

## Spoljašnje veze
- Dysmenorrhea на веб-сајту  (језик: енглески)

|  | Molimo Vas, obratite pažnju na važno upozorenje u vezi sa temama iz oblasti medicine (zdravlja). |